# 20a Divisió (Exèrcit Popular de la República)
La 20a Divisió va ser una de les divisions de l'Exèrcit Popular de la República que es van organitzar durant la Guerra Civil espanyola sobre la base de les Brigades Mixtes. Situada al front d'Andalusia, la divisió va tenir un paper poc rellevant.

## Historial
La unitat va ser creada el 3 d'abril de 1937, en el si de l'Exèrcit del Sud.
Va quedar composta per les brigades mixtes 52a (a Hinojosa del Duque), 89a (Torredonjimeno) i 92a (Andújar). La 20a Divisió, que tenia la seva caserna general a Andújar, va quedar sota el comandament del tinent coronel Carlos García Vallejo. Amb posterioritat el comandament de la unitat va recaure en el comandant d'artilleria Urbano Orad de la Torre.
A partir de juny de 1937 la divisió va quedar incorporada a l'acabat de crear IX Cos d'Exèrcit.
Al llarg de la contesa no va arribar a prendre part en operacions militars de rellevància.

## Comandaments
Comandants
- tinent coronel Carlos García Vallejo;
- Comandant d'artilleria Urbano Orad de la Torre;

Comissaris
- Andrés Cuchillo Rodríguez, del PSOE;[7]

Caps d'Estat Major
- comandant d'infanteria Miguel González Rubio;[8]

## Ordre de batalla
| Data          | Cos d'Exèrcit adscrit | Brigades Mixtes integrades | Front de batalla |
| ------------- | --------------------- | -------------------------- | ---------------- |
| Abril de 1937 | —                     | 52a, 89a i 92a             | Andalusia        |
| Abril de 1938 | IX Cos d'Exèrcit      | 89a, 148a i 106a           | Andalusia        |